# Wilhelm Küsgen
Wilhelm Küsgen (* 2. Juli 1867 in Haus Birken/Sieg; † 1945) war ein deutscher Ministerialbeamter.

## Leben
Wilhelm Küsgen war anfangs im Auslandsdienst der Reichspost in Bremen und als Seepostbeamter eingesetzt.
1896 legte er die höhere Staatsprüfung ab und war dann bei den Oberpostdirektionen Bremen, in Dortmund und später in Erfurt. 1906 war er als Postinspektor in der Oberpostdirektion Dortmund im Postamt I. Klasse Witten. Ein Jahr später hatte er in dieser Position die Preußische Landwehr-Dienstauszeichnung 2. Klasse erhalten. 1913 wurde er Postrat.
Im Ersten Weltkrieg diente er als Offizier in der Nachrichtentruppe. Am 22. März 1916 war er Leutnant der Nachrichtentruppe geworden und war im Telegraphie-Bataillon 3.
Nach dem Krieg kam er in das Reichspostministerium und wurde hier 1922 Ministerialrat. Ein Jahr später erfolgte seine Ernennung zum Ministerialdirektor. Er wurde Leiter der Abteilung I (Postwesen) und war dies auch noch 1929. Im gleichen Jahr war er in der deutschen Delegation beim Weltpostkongress in London.
Gemeinsam mit Paul Gerbeth, Heinrich Herzog, Laurenz Schneider und Gerhard Raabe gab er 1927 das Handwörterbuch des Postwesens heraus, welches im Verlag Julius Springer veröffentlicht wurde.
1927 wurde er auch durch die Technische Hochschule Braunschweig für seine Verdienste um die Ausbreitung des Kraftverkehrwesens bei der Reichspost mit der Ehrendoktorwürde ausgezeichnet.

## Werke (Auswahl)
- Die Weltpostkongresse als Marksteine in der Entwicklung des internationalen Postverkehrs. In: Weltwirtschaft, Band 17, 1927, S. 225 ff.
- Der Weltpostverein. In: Forschungen und Fortschritte, Bände 5–6, Reichsforschungsrat, 1929. S. 399 ff.